# Берзенбрюк
Берзенбрюк (нім. Bersenbrück) — місто в Німеччині, розташоване в землі Нижня Саксонія. Входить до складу району Оснабрюк. Центр об'єднання громад Берзенбрюк.
Площа — 42,54 км2. Населення становить 8810 ос. (станом на 31 грудня 2021).

## Галерея

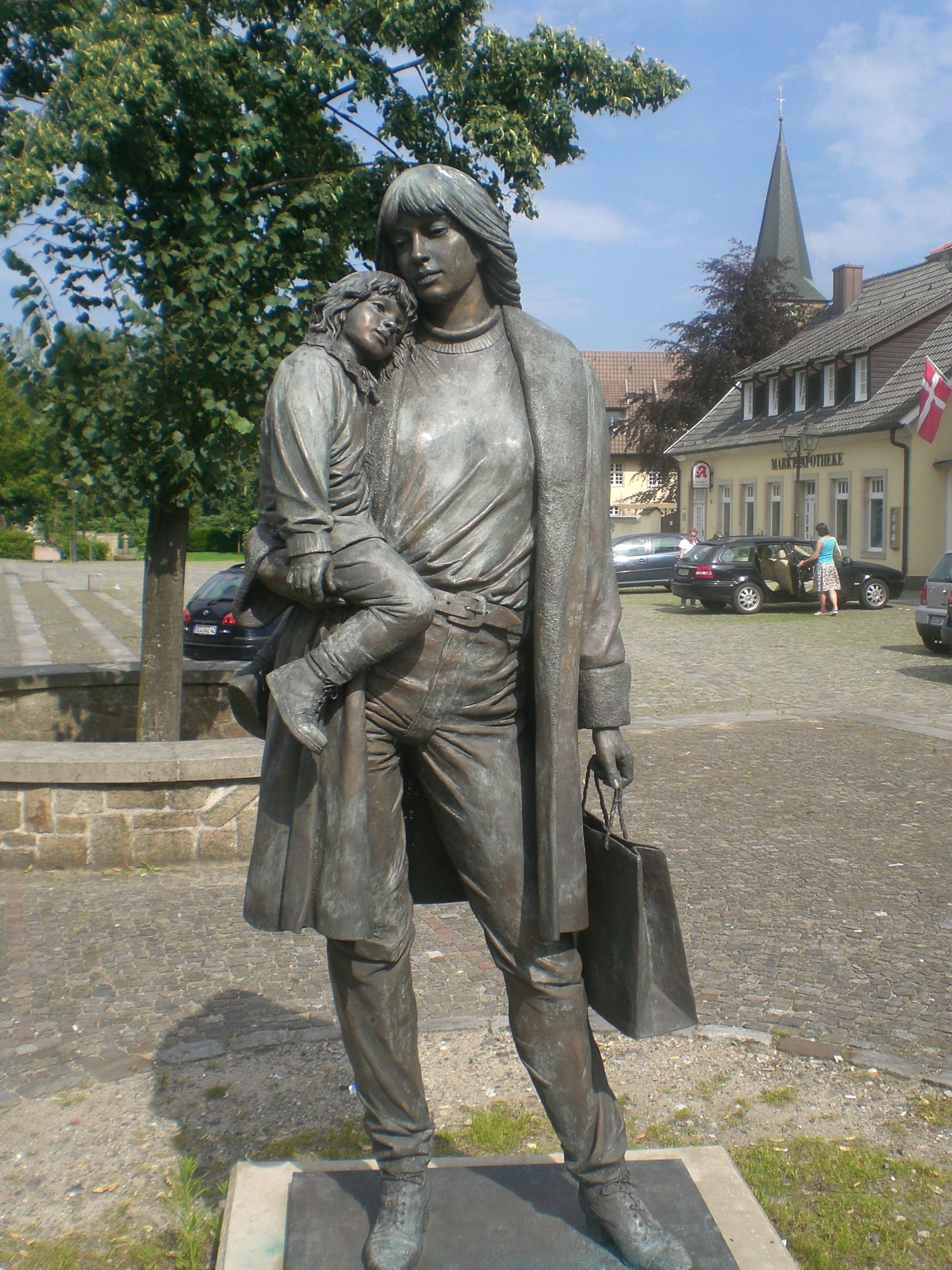
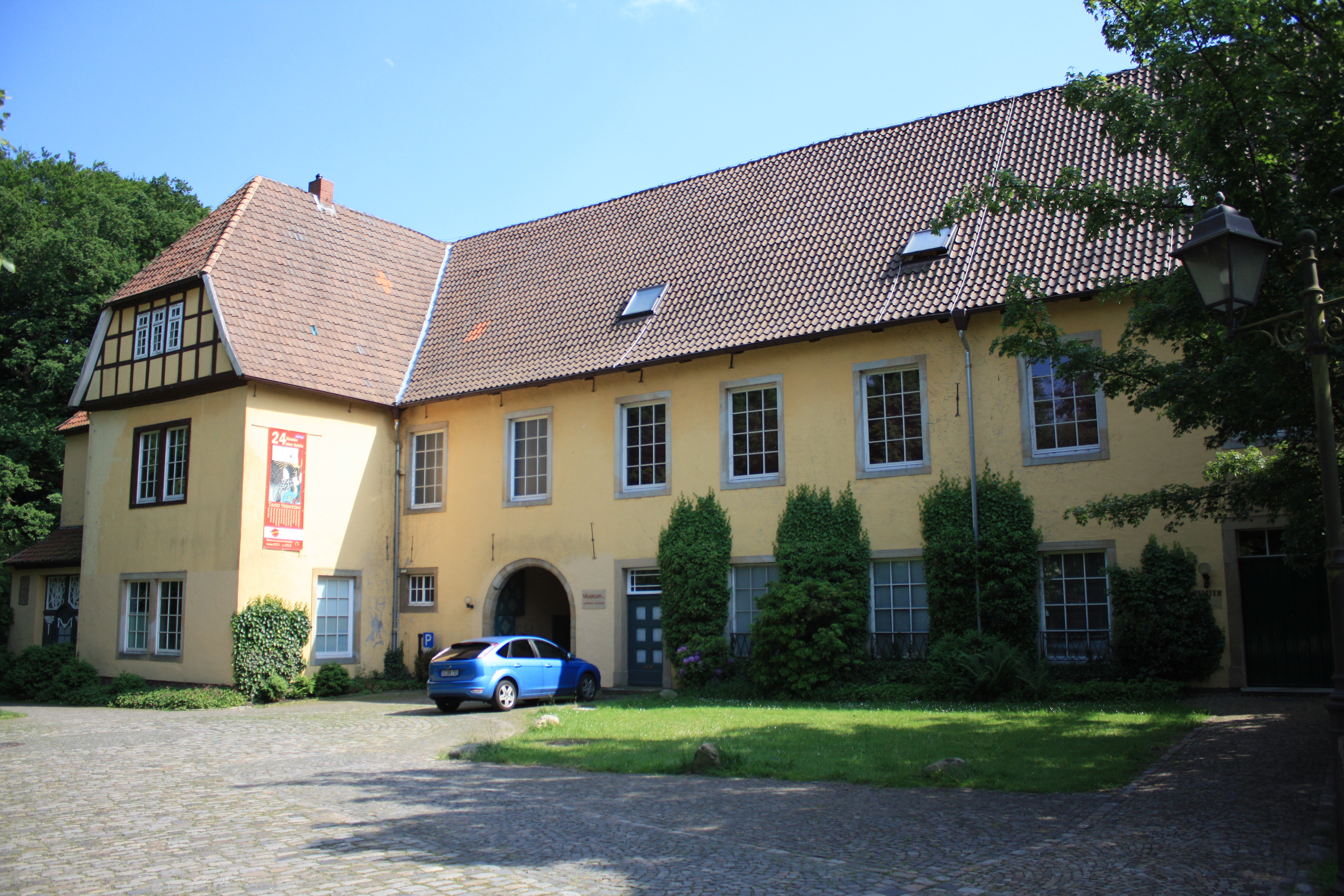
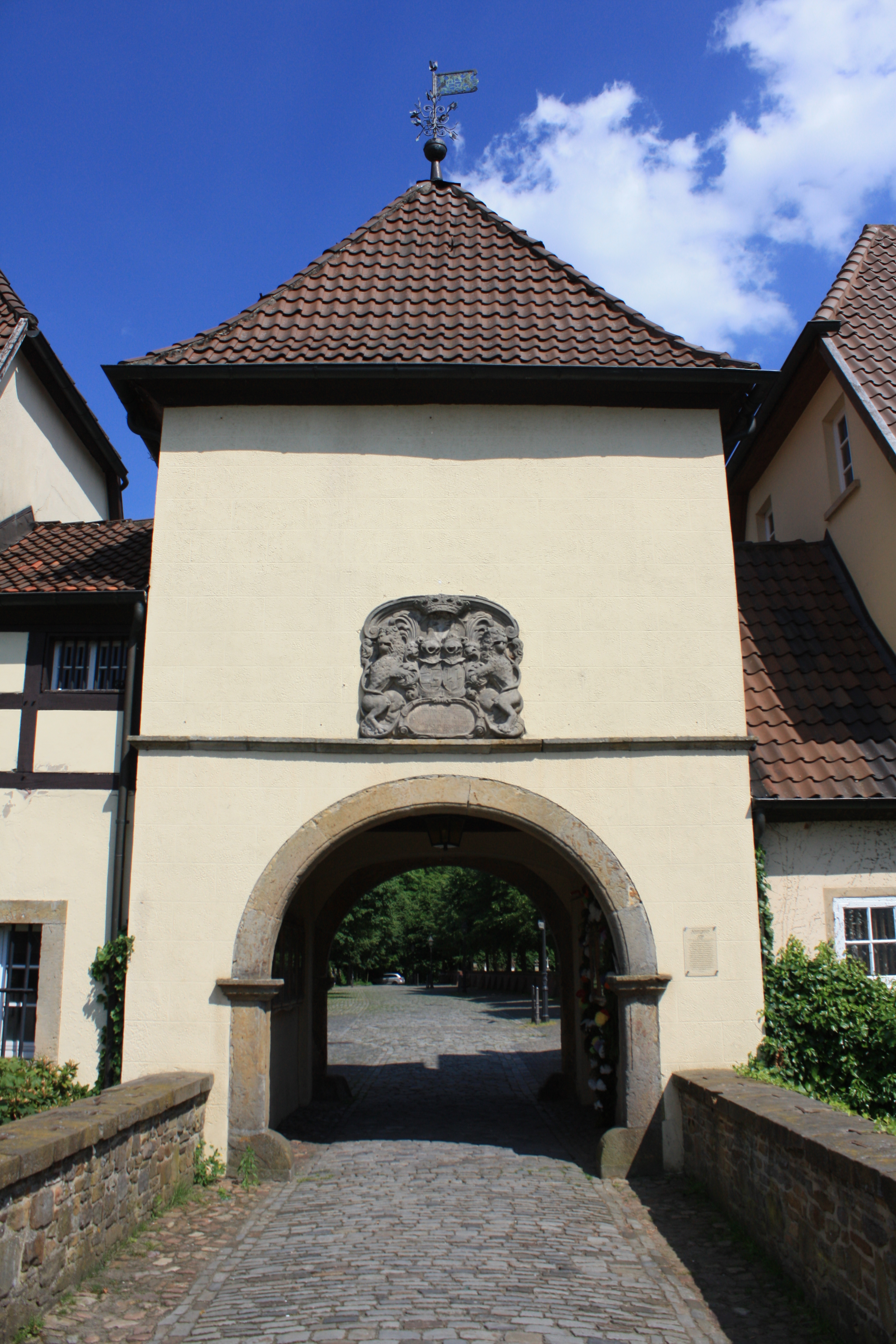
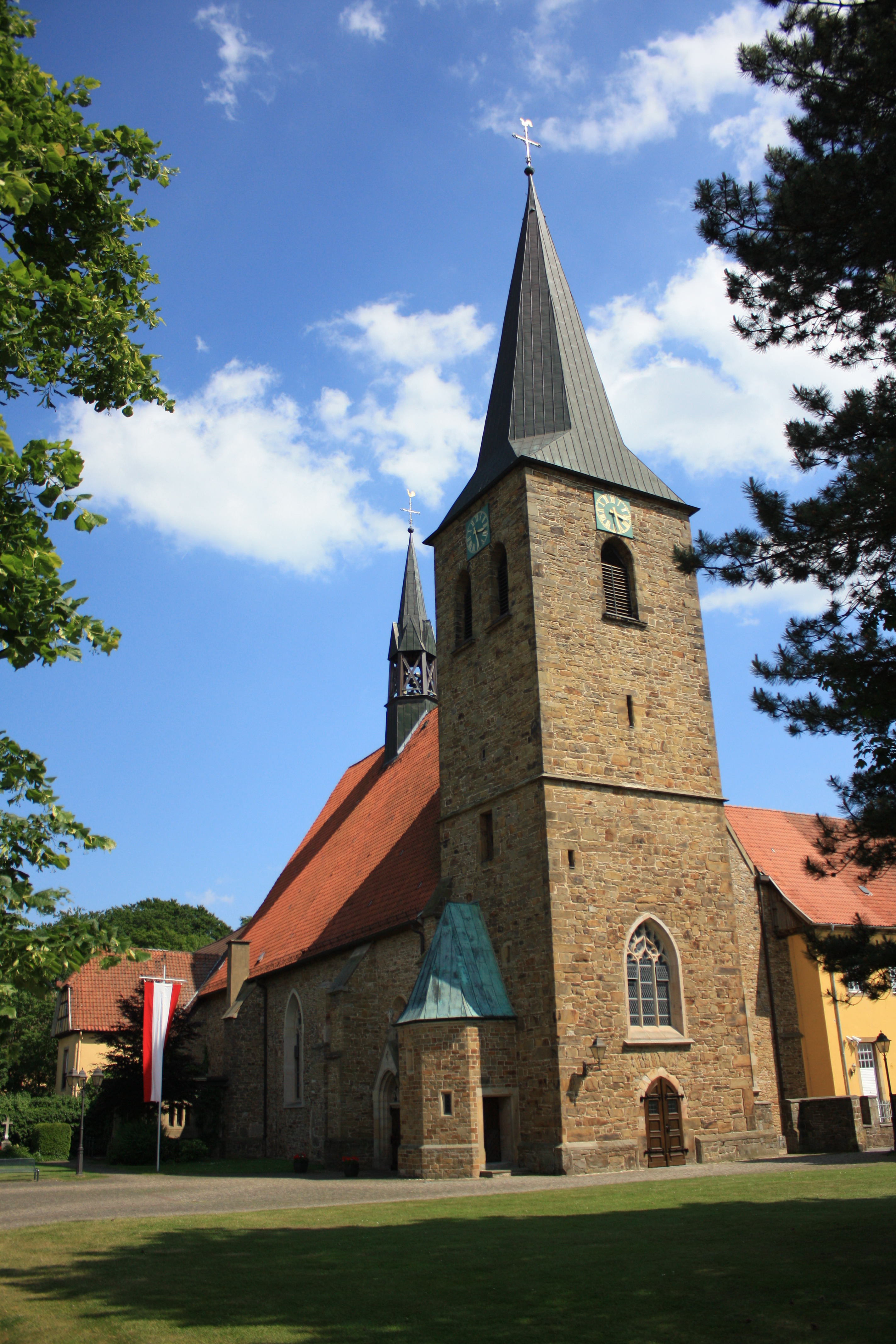
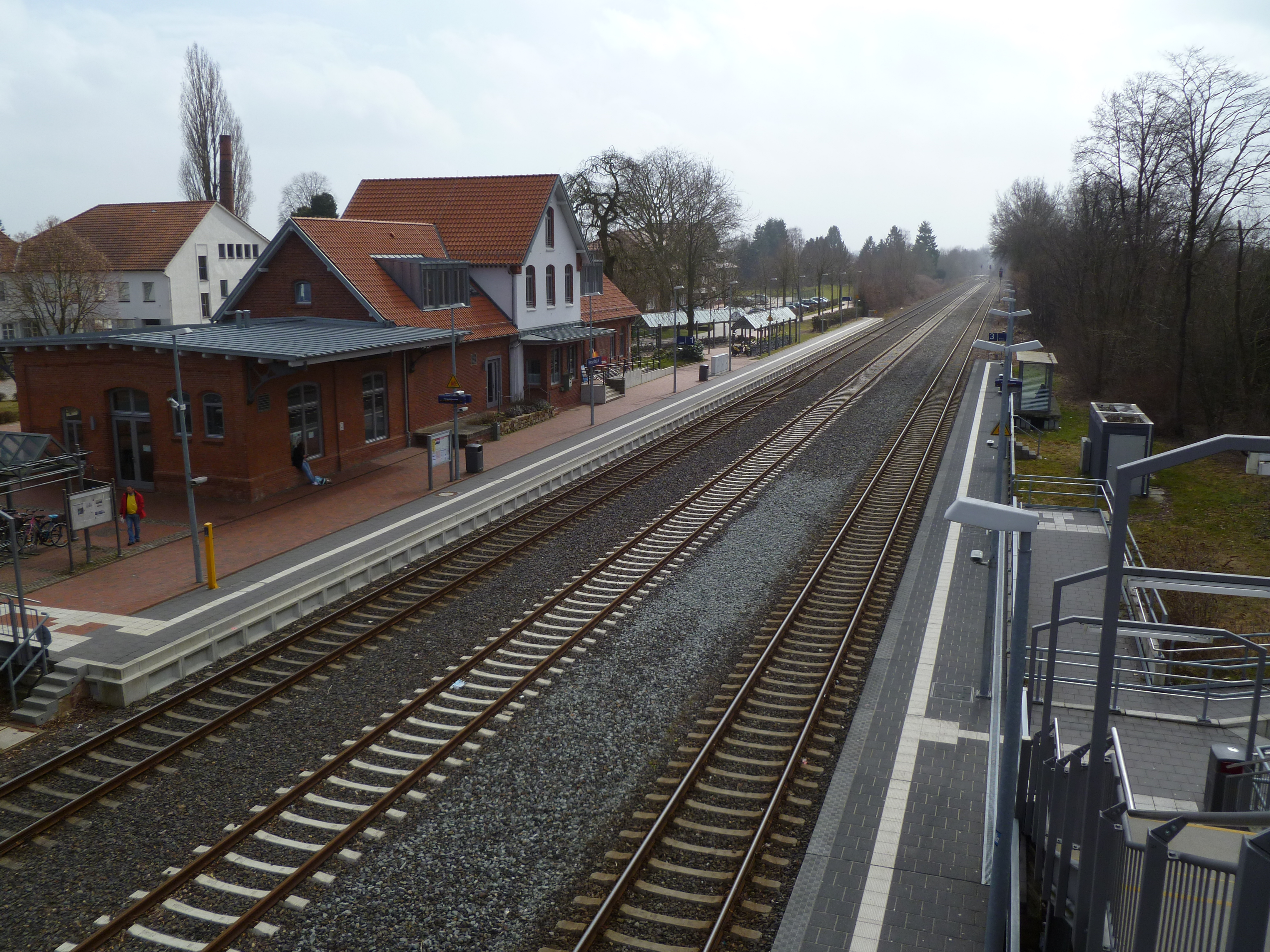